# Debitismus
Debitismus ist eine von Paul C. Martin begründete Wirtschaftstheorie, die annimmt, dass Geld statt als Tauschmittelgut als übertragbares Schuldverhältnis (Kredit) und damit als Verpflichtung definiert ist.
Martin verwendet den Begriff Debitismus zum ersten Mal 1983 in seinem Buch „Wann kommt der Staatsbankrott“ (Langen-Müller/Herbig). Er greift dabei frühe, im Postkeynesianismus wurzelnde Arbeiten der Bremer Professoren Gunnar Heinsohn und Otto Steiger auf und entwickelt deren Vorstellungen weiter zu einem Modell, in dem kapitalistisches Wirtschaften in Analogie zu einem Schneeballsystem beschrieben wird.
In der etablierten akademischen Wirtschaftswissenschaft wird der Debitismus nicht zur Kenntnis genommen.

## Theorie
Der Debitismus betrachtet die Volkswirtschaft nicht als Summe von Tauschgeschäften, wie es in der neoklassischen Theorie formuliert wird, sondern als Summe von Schuldverhältnissen.
Im Kern des Modells steht eine Beschreibung des Vorgangs der Geldschöpfung im heutigen zweistufigen Bankensystem zwischen Geschäftsbank und Zentralbank.
Der ausformulierte Debitismus nennt heute vier Gruppen von Schuldverhältnissen:
1. Die „Urschuld“ (oder „Subsistenzpflicht“) bezeichnet die Pflicht des Einzelnen, zur Selbsterhaltung zu konsumieren. Sie kann durch Produktion und anschließendem Selbstverbrauch des Produzierten getilgt werden. Die Urschuld entspricht den vom Marxismus definierten Reproduktionskosten der Arbeiterklasse, während die neoklassische Theorie keinen notwendigen Mindestkonsum des Einzelnen definiert.
2. Die „religiöse Schuld“ bezeichnet die Pflicht des Einzelnen, Zahlungen an seine Religionsgemeinschaft zu entrichten. Sie wird durch Opfer bzw. Abgaben an religiöse Instanzen getilgt. Der Zehnt gehört zu den ältesten Formen einer religiösen Schuld und wird derzeit in Deutschland in abgewandelter Form parallel zum staatlichen Steuersystem von den christlichen Kirchen erhoben. Bei Nichterfüllung erfolgt soziale Ächtung bzw. eine moralische Verurteilung. Im Islam gibt es mit der „Zakat“ eine ähnliche Abgabenverpflichtung.
3. Die „Kontraktschuld“ bezeichnet die vertraglich festgelegte Schuld zwischen kontraktfähigen natürlichen oder juristischen Personen nach Abschluss eines entsprechenden Schuldvertrages, der Leistung und Gegenleistung, Termin sowie Sanktion bei Nichterfüllung beinhalten muss (siehe auch: Arbeitsteilung). Die Vollstreckung einer Kontraktschuld resultierte in früheren Jahrhunderten oft im ökonomischen und sozialen Ruin des Schuldners.
4. Die „Abgabenschuld“ bezeichnet die vom jeweiligen Machthaber (Herrscher, Staat) festgesetzte und mit ausgeübtem oder angedrohtem Gewalteinsatz („coercive power“) eingeforderte Abgabenlast des Einzelnen. Die Einführung eines staatlichen Gewaltmonopols ist Voraussetzung für die Erhebung einer Abgabenschuld. Das geforderte Abgabengut (in Japan war es Reis, in Westeuropa war es gemäß bullionistischer Auffassung Gold und Silber) gilt als gesetzliches Zahlungsmittel, das auch zur Tilgung aller anderen Schuldverhältnisse verwendet werden kann. Die Abgabenschuld begründet nach debitistischer Auffassung den Zwang des Einzelnen, seine selbsterzeugten Güter oder seine Arbeitskraft auf Märkten anzubieten, um Zahlungsmittel zur Tilgung seiner Abgabenschuld zu erwerben.

Die Geschichte und Systematik der Steuern und Abgaben ist ein Schwerpunkt der debitistischen Forschung. Nach debitistischer Auffassung liegt der Ursprung der Steuern im Tribut unterworfener Völker, der nach Übernahme der Tributgebiete bzw. Einbeziehung der Tributpflichtigen in das ursprüngliche Machtareal zur Steuer umgewandelt wird.
Die Existenz des staatlichen Gewaltmonopols (Gesetze, Gerichte, Polizei) ist andererseits auch unabdingbare Voraussetzung für das Funktionieren einer Marktwirtschaft und begründet das Eigentum als staatlich garantiertes Besitzrecht. Zur Finanzierung seiner Machtausübung muss der Staat sich nach debitistischer Auffassung im Vorgriff auf künftige Abgabenschulden („Staatsschulden“) verschulden.
Zur Bezahlung der vom Machthaber festgesetzten Steuern und Abgaben müssen auch die Bürger private Schulden aufnehmen. Der Zeitunterschied zwischen dem (frühen) Steuertermin des Bürgers und dem (späten) Zeitpunkt seines Einkommens erklärt und rechtfertigt für Paul C. Martin die Erhebung von Zinsen. Dadurch beginnt eine Schuldenspirale, die nur durch periodische Wirtschaftskrisen und damit verbundene Revolutionen unterbrochen werden kann.
Herausgezögert werden solche Krisen dadurch, dass die modernen Staaten ihre Besteuerungsbasis durch Privatisierung immer weiterer Bereiche (in den USA z. B. sogar die Gefängnisse) ständig ausweiten. Das Element der Androhung staatlicher Gewalt bei Nichterfüllung der Abgabenforderungen nimmt demgegenüber stark ab.
Der Debitismus lehnt das neoklassische, auf dem Konzept des Tauschs basierende Modell sowie sämtliche daraus entwickelten makroökonomischen Modelle, z. B. die Quantitätsformel mitsamt der Umlaufgeschwindigkeit des Geldes, ab. Stattdessen werden Wirtschaftstransaktionen als Schuldenaufnahme bzw. Schuldentilgung bilanziert (insbesondere Verbindlichkeiten und Forderungen aus Lieferungen und Leistungen), denen eine entsprechende Guthabenbildung bzw. Guthabenvernichtung gegenübersteht. Geld dient in erster Linie dem Bezahlen von Schulden. Der Begriff Zeit spielt in der debitistischen Theorie eine sehr wichtige Rolle.

## Geschichte
Die im Einklang mit der bankbetriebswirtschaftlichen Realität stehende Konzeptualisierung von Geld als Schuldverhältnis oder Kredit ist nicht neu. Angefangen mit dem merkantilistischen Ökonomen James Steuart gab es in der Geschichte der Wirtschaftswissenschaften eine Reihe von Ökonomen, die diese Auffassung vertreten haben. Als weitere Autoren, die Geld als Schuldverhältnis sehen, wären hier noch Mitchell Innes und Johann Philipp von Bethmann zu nennen.